# Arthur Bluhm
Arthur Bluhm (geboren am 23. Oktober 1899 in Polnisch Cekzin, Westpreußen; gestorben am 18. Juli 1962 in Amarillo,  Texas) war der letzte Oberrabbiner von Krefeld. Nach seiner Flucht aus Deutschland war er Rabbiner in Amarillo.

## Leben
Arthur Bluhm besuchte das katholische Gymnasium in Konitz, wo er 1919 das Abitur machte.
1920 begann er ein Studium der Philosophie und orientalischen Philologie an der Friedrich-Wilhelms-Universität Berlin. 1922 wechselte er an die Universität Würzburg.
Am 24. März 1924 promovierte er.
Anschließend studierte er in Berlin an der Hochschule für die Wissenschaft des Judentums um Rabbiner zu werden. Am 8. März 1927 bestand er sein Examen. Zu diesem Zeitpunkt wurde in Krefeld ein neuer Rabbiner gesucht, da Joseph Levi erkrankt war. Vom 10. April 1927 bis zum Jahresende arbeitete Arthur Bluhm in Krefeld zunächst als zweiter Rabbiner. Am 1. Januar 1928 übernahm er dann das Amt als Oberrabbiner. Am 8. Februar 1928 wurde er feierlich eingeführt. Er war damals der jüngste Rabbiner Deutschlands.
Im April 1937 war er zeitweilig im Polizeigefängnis in Haft. Am 10. November 1938 wurde er verhaftet und  am 16. November in das KZ Dachau verschleppt. Seine Entlassung erfolgte am 9. Dezember 1938. Gemeinsam mit seiner Frau gelang ihm am 27. Dezember 1938 über die Niederlande die Flucht in die USA. Im August 1941 wurde er in Amarillo Rabbiner an der Synagoge Temple B'nai Israel.  Es dauerte 70 Jahre, bis in Krefeld wieder ein Rabbiner wirkte.
Arthur Bluhm heiratete am 2. Januar 1928 in Danzig Johanna Heimann (geboren 1906 in Danzig-Oliva). Das Ehepaar war kinderlos.

## Schriften
- Arthur Bluhm: Das Kind in der Bibel. Dissertation Würzburg 1924.
- Arthur Bluhm: Mein Leben in Deutschland vor und nach dem 30. Januar 1933. Preisausschreiben Nr. 154 der Harvard University 1940.

## Ehrungen
- Die Organisation Bnai Brith International hat ihre Logenvereinigung 0802 in Amarillo Arthur Bluhm Lodge  genannt.